# Janaya Khan
Janaya Khan est militant à Toronto et Canada, cofondateur du mouvement Black Lives Matter Toronto, ambassadeur international du Black Lives Matter Network et conférencier. Son travail porte grandement sur des sujets intersectionnels notamment le mouvement Black Lives Matter, l'identité queer, le féminisme noir et les stratégies de protestation organisées. 
Khan s'identifie comme noir, queer et non-binaire.

## Biographie
Khan est né et grandit à Toronto, en Ontario, d'un père trinidadien et d'une mère jamaïcaine britannique qui ont émigré au Canada. 
Khan est titulaire d'un baccalauréat des Arts de l'Université York en langue et littérature anglaise. Résidant à Los Angeles, Khan occupe le poste de directeur de programme chez Color Of Change et conférencier chez Keppler Speakers. Il est également enseignant, auteur et boxeur amateur de compétition. Khan aborde des thématiques liées à l'identité queer, l'abus de pouvoir des entreprises, le féminisme noir, le racisme et la brutalité policière.
Khan est marié à la cofondatrice du mouvement Black Lives Matter, Patrisse Cullors.

### Activisme
Khan est surtout connu pour son engagement dans le mouvement Black Lives Matter au Canada. Il dirige plusieurs manifestations et événements à Toronto, principalement basés sur des cas de brutalité policière aux États-Unis et au Canada. 
En octobre 2014, Khan et sa cofondatrice de Black Lives Matter Toronto, Sandy Hudson organisent une action de solidarité à la suite du décès de Jermaine Carby, 33 ans, tué par balle lors d'un contrôle routier de routine à Brampton en Ontario, le 24 septembre 2014. Cet incident s'est produit un mois après la fusillade de Michael Brown le 9 août aux États-Unis. En solidarité, environ 4 000 personnes se sont rassemblées pour manifester devant le consulat des États-Unis. Voulant poursuivre sur cette lancée, Khan décide de rencontrer Patrisse Cullors basée à Los Angeles. Cette réunion pose les bases de Black Lives Matter pour devenir un mouvement international plutôt qu'un mouvement basé uniquement aux États-Unis. 
En juillet 2016, Khan coorganise un sit-in, où les manifestants préparent une liste de revendications comprenant « une plus grande représentation des groupes minoritaires » et « aucune présence policière en uniforme » pendant Pride Toronto. 
Dans une interview accordée au magazine Maclean's en 2016, Khan aborde les incidents qui l'ont mené à l'activisme et à la création de Black Lives Matter Toronto. Il déclare que des actions comme le fichage (une politique policière canadienne où les gens sont arrêtés et interrogés sans aucun lien à une infraction spécifique) lui ont fait réaliser à quel point la communauté noire a été normalisé par une forte présence policière accompagnée d'un interrogatoire biaisé. Khan rappelle aussi la difficulté de grandir avec une identité intersectionnelle dans une société aux ressources et aux connaissances limitées sur l'intersectionnalité et le transféminisme.

### Conférences
Khan donne des conférences dans plusieurs institutions au Canada dont l'Université de Toronto et l'Université York. Il présente également sur de nombreux campus aux États-Unis, notamment au Bryn Mawr College et à l'Emerson College. En 2016, khan est rejoint par la cofondatrice de Black Lives Matter, Opal Tometi, pour prendre la parole au symposium "Quand et où j'entre" de Smith College.
Khan utilise également les médias sociaux comme plateforme d'éducation. 

## Controverse et démission
Le 29 janvier 2022 le New York Post rapporte que la Black Lives Matter Global Network Foundation a transféré des millions à un organisme de bienfaisance canadien dirigé par Khan pour acheter un vaste manoir qui avait autrefois servi de siège au Parti communiste. M4BJ, une organisation à but non lucratif basée à Toronto et créée par Khan et d'autres militants canadiens, a acheté la propriété historique de 10 000 pieds carrés pour l'équivalent de 6,3 millions de dollars en espèces en juillet 2021, selon les registres de propriété de Toronto consultés par le New York Post.  
En 2021, un mois après que The Post révèle qu'il a dépensé 3,2 millions de dollars pour des maisons en Géorgie et à Los Angeles, Khan démissionne. Khan nie vigoureusement que les dons du Black Lives Matter aient été utilisés pour acheter les maisons.

## Distinctions
- Prix Bromley Armstrong des droits de l'homme, Conseil du travail de la région de Toronto et York, 2015[1]
- Nommé l'un des « Toronto's Most Influential » , Toronto Life, 2016[11]